# Stazione di Cercina
Stazione di Cercina 2012-ben bezárt vasútállomás Olaszországban, Sesto Fiorentino település Cercina frazionéjában.

## Vasútvonalak
Az állomást az alábbi vasútvonalak érintették:
- Firenze–Faenza-vasútvonal

## Kapcsolódó állomások
A vasútállomáshoz az alábbi állomások vannak a legközelebb:
- Stazione di Montorsoli
- Stazione di Fontebuona